# Wole (anatomia zwierząt)
Wole – rozszerzenie lub uchyłek przełyku służące do gromadzenia i przenoszenia pokarmu. Wole występuje u większości ptaków poza niektórymi owadożernymi. Ma ono kształt od wrzecionowatego poszerzenia (np. blaszkodziobe) przez pojedynczy (np. sokołowe) lub podwójny (np. gołębiowe) uchyłek po rozbudowany system trzech wól u hoacynów.
Oprócz ptaków obecność wola stwierdzono m.in. u niektórych bezkręgowców, takich jak ślimaki, pijawki i owady.
Funkcje wola:
- gromadzenie pokarmu dla piskląt
- przygotowanie pokarmu (np. pęcznienie i rozmiękanie ziaren, maceracja pokarmu zwierzęcego)
- produkcja ptasiego mleczka u gołębiowatych.